# إتاجوبي
إتاجوبي (بالبرتغالية: Itajobi)؛ بلدية في ولاية ساو باولو، البرازيل. يبلغ عدد سكانها 14,556 نسمة، في حين تصل مساحتها 502.1 كيلومتر مربع.